# إلباسفير/غرازوبريفير
تركيبة إلباسفير/غرازوبريفير تحمل الاسم التجاري زيباتير تستخدم في علاج التهاب الكبد الفيروسي ج من النمطين الأول والرابع. تحتوي التركيبة على 50 ملغ من إلباسفير و100 ملغ من غرازوبريفير. ويستخدم الدواء مع أو بدون ريبافيرين.
طورت شركة ميرك آند كو كلا من إلباسفير وغرازوبريفير. حصل الدواء على ترخيص إدارة الغذاء والدواء في 28 يناير 2016.

## روابط خارجية
- الموقع الرسمي